# Букеев, Ахмет-Гирей Джангерович
Ахмет-Керей Джангерович Букеев (каз. Ахметкерей Жәңгірұлы Бөкеев; род. 1834, Ханская ставка, Букеевская Орда — 1914, Ялта, Таврическая губерния, Российская империя) — казахский султан, полковник, титулованный князь Российской империи. Сын Жангир-Керей-хана, одного из правителей Букеевской Орды.

## Биография
О его жизни мало известно. Он окончил Императорский пажеский корпус. Служил в Императорской армии. 30 августа 1870 года указом императора России Александра ІІ ему был пожалован княжеский титул Чингисхан.
В 1878 году ушёл в отставку с армии. Вернулся в родные края. Занимался благотворительностью и финансировал обучение казахских детей в гимназиях. Был далёк от дел по управлению казахской степью. В 1891 году в одной из редакций газеты «Дала уәлаяты» сообщалось о том, что султан Ахмет-Керей проживает в городе Уфа. Позже Букеев до конца жизни проживал в Ялте. В 1896 году был почётным гостем среди казахской делегации на коронации последнего императора России Николая ІІ.